# Philippe Legrand
 (avril 2015).
Si vous disposez d'ouvrages ou d'articles de référence ou si vous connaissez des sites web de qualité traitant du thème abordé ici, merci de compléter l'article en donnant les références utiles à sa vérifiabilité et en les liant à la section « Notes et références ».
Pour les articles homonymes, voir Philippe Legrand (athlétisme) et Legrand.
Philippe Legrand, né le 21 janvier 1962, fils et petit-fils de diplomate, journaliste, auteur, présentateur, directeur de la communication, est l'actuel directeur de la diversification éditoriale de Paris Match, à l'origine notamment des Web séries du magazine et des Suppléments thématiques. En 2003, il a créé avec Olivier Royant et Marc Brincourt Le Grand Prix Paris Match du Photoreportage qui continue de récompenser de jeunes talents à La Mairie de Paris.   
Il donne aussi des conférences en France et dans des Congrès internationaux. Son intervention sur "Kennedy - L'homme derrière le mythe" au Cercle de l'Union Interalliée, tout comme celle consacrée à "La grande aventure de Mère Teresa" ont fait l'objet d'une tournée qui a réunie plus de cinq mille personnes.   
Philippe Legrand a fait ses débuts comme journaliste au Quotidien de Paris (son amitié avec l'académicien Jean-Marie Rouart date de cette époque) puis à la radio, entre autres sur RMC sous la direction de Jean-Pierre Foucault et de Benoit Poidevin. Ses maitres s'appellent alors Jacques Chancel et Philippe Labro. Il a animé en direct, pour ne citer que celles-ci, les émissions suivantes :
- Conseils Prévention
- Coté Stars
- Cinq dates, une vie
- L'émission de portraits C'est à vous!, sous forme d'entretiens émouvants aussi bien avec Françoise Giroud que Johnny Hallyday, publiés ensuite dans le magazine Femme (sous la direction de Gonzague Saint Bris).

En 2011, il développe avec Jean-Philippe Denac, le directeur de la radio RFM, la chronique "Match +" qu'il continue de présenter tous les samedis dans le journal de 9h. Une séquence qui fait écho à l'émission de webradio, du même nom, qu'il a créé, à écouter sur www.parismatch.com. On y retrouve toute l'actualité de la semaine vue par Paris Match et ses témoins.    
Pendant deux ans et demi (2017/2019), il présente sur France 3, "Face Caméra" dans "L'Emission du Dimanche", une centaine de face à face dont cette rencontre émouvante avec Charles Aznavour qui a réuni 7 millions de téléspectateurs. 
L'été, retour à la radio, il prend ses quartiers sous le soleil d'Europe 1 pour animer l'émission "Les Passagers du Dimanche". Et depuis trois ans tous les samedis, dans l'Info du week-end : "L Entretien - Une date, Une histoire". 

## Ouvrages
- Du caviar dans les nuages, recueil de ses chroniques sur l'art de vivre qu'il écrit toujours régulièrement sur le site de Paris Match
- L'Âge de presse, en 1992, ouvrage sur l'histoire de l'information et de la communication (éditions Armand Colin).
- Oh Happy Days. La saga du Golden Gate Quartet en 2010, avec Clyde Wright, le vétéran du groupe de gospel. Prix d'Excellence 2011 (éd. Flammarion)
- Carnet de reporters - Portraits et regards en 2013 (livre sur les origines du photojournalisme)
- Mère Teresa - Ce qu'elle n'a pas dit, qui a touché plus de deux millions de personnes (le livre qui a inspiré le film dédié à la Sainte des Pauvres, production britannique)
- Kennedy, le roman des derniers jours en 2015 (directeur de collection : Francis Huster, qui en a fait des lectures au théâtre)
- 13 novembre… le jour d’après en 2016 (livre d'hommages à son cousin, tombé sous les balles du terrorisme, et des victimes du 13 novembre à Paris, entre La Bonne Bière et Le Bataclan. Éditions Les Presses Littéraires)
- Opus Dei - Confidences inédites, entretiens avec Monseigneur de Rochebrune (éditions du Cherche Midi)
- Les Pantouflards, essai (éditions Economica)
- La Petite Histoire des discours (éditions Economica)
- Éloge de l'éternité - Chronique du temps qui passe (éditions Economica). Une trilogie sur les sciences humaines réunie dans un coffret collector

Mais aussi, plus récemment :
- Le Secret de Tom Cruise (Les Presses littéraires). Regards sur une rencontre éclair avec l'acteur américain
- En mon âme et conscience, en collaboration avec le cardinal Barbarin (Plon).
- J'avais 10 ans à Bergen Belsen. L'histoire de Léon Placek (éd. du Cherche Midi). Le Parisien comme L'AFP soulignent qu'il s'agit d'un livre précieux à garder et à transmettre. Le livre émouvant d'un survivant, l'un des derniers témoins.